# Municipio de Washington (condado de Wayne, Iowa)
El municipio de Washington (en inglés: Washington Township) es un municipio ubicado en el condado de Wayne en el estado estadounidense de Iowa. En el año 2010 tenía una población de 232 habitantes y una densidad poblacional de 2,5 personas por km².

## Geografía
El municipio de Washington se encuentra ubicado en las coordenadas 40°50′54″N 93°23′38″O / 40.84833, -93.39389. Según la Oficina del Censo de los Estados Unidos, el municipio tiene una superficie total de 92.82 km², de la cual 92,71 km² corresponden a tierra firme y (0,11 %) 0,1 km² es agua.

## Demografía
Según el censo de 2010, había 232 personas residiendo en el municipio de Washington. La densidad de población era de 2,5 hab./km². De los 232 habitantes, el municipio de Washington estaba compuesto por el 96,98 % blancos, el 3,02 % eran afroamericanos. Del total de la población el 0 % eran hispanos o latinos de cualquier raza.